# Pedro Simón Abril

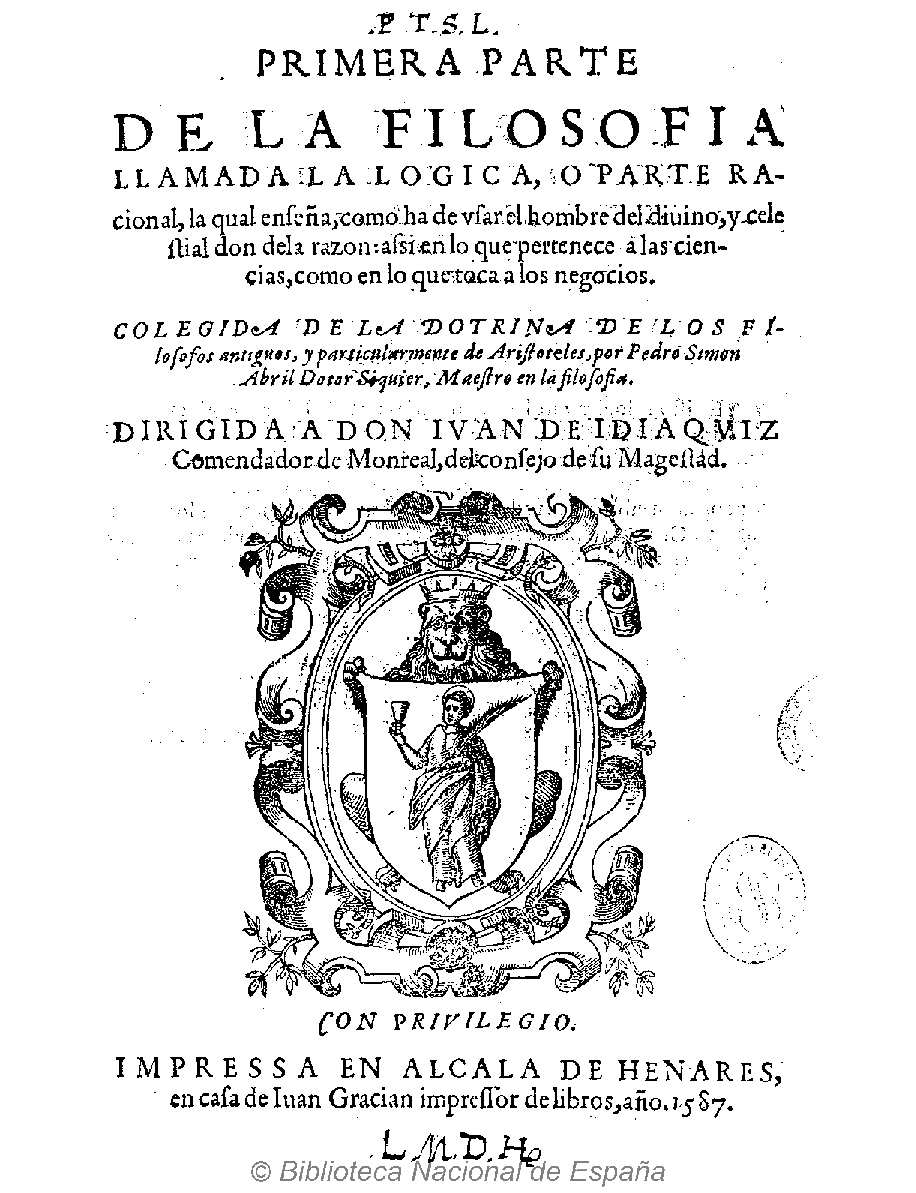
Hoja de título de la Primera parte de la Filosofía llamada la Lógica o Parte Racional de Pedro Simón Abril, impresa en Alcalá de Henares por Juan Gracián, 1587. Biblioteca Nacional de España.

Pedro Simón Abril (Alcaraz, Albacete; 1530-Medina de Rioseco, Valladolid; 1595) fue un humanista, helenista, pedagogo y traductor español.

## Biografía
Profesor de artes, filosofía y gramática en Uncastillo (Zaragoza) entre 1566 y 1570; este último año la Universidad Sertoriana de Huesca lo procesó por enseñar en ese lugar las disciplinas de Artes y Filosofía, lo que era entonces privilegio único de esa institución académica en la Corona de Aragón. Como el maestro se negó a suspender sus enseñanzas, fue declarado contumaz y excomulgado desde los púlpitos y tuvo que ceder finalmente, suplicando la absolución en mayo de 1571, jurando que sólo enseñaría Gramática y que defendería los antiguos privilegios de la universidad oscense. El episodio da fe de la importancia del estudio de Artes, que competía con la Universidad, pero también del esfuerzo de la Universidad de Huesca por mantener en Aragón el monopolio de la enseñanza superior, que no tardaría en perder con la fundación de la universidad de Zaragoza. Pedro Simón Abril enseñó también griego, filosofía y poesía en Tudela, ciudad a la que siempre se referirá con nostalgia, en Zaragoza (1574-1576), y en su ciudad natal, Alcaraz (Albacete), donde pudo conocer al bachiller Sabuco y tener como discípula a su hija, la célebre doña Oliva Sabuco de Nantes. Fue nombrado uno de los primeros catedráticos de la Universidad de Zaragoza, que data del 24 de mayo de 1583. En esta universidad enseñó Latinidad, Griego y Retórica; allí tuvo por colega a Pedro Malón de Chaide. En noviembre de 1583 incorporó el grado de licenciado al de maestro, que seguramente había obtenido en la universidad de Valencia. 
Como una de las figuras más importantes del Humanismo español, fue autor de dos gramáticas latinas (Latini idiomatis docendi ac discendi methodus, 1561 y De lingua latina vel de arte grammatica, 1567) y otra griega, así como de otras obras gramaticales escritas, contra lo usual entonces, en lengua castellana, siguiendo en ello la recomendación de Nebrija en sus Introducciones latinae. Abril sostiene este principio de la enseñanza en lengua vulgar también como norma pedagógica aplicable a cualquier otra disciplina en sus Apuntamientos de cómo se deben reformar las doctrinas y la manera de enseñallas (Madrid: P. Madrigal, 1589 y aparecido en Libros escogidos de Filósofos R. A. E., 1953, p. 294-300). Simón Abril afirma en esta obra que los errores didácticos provienen de enseñar en lenguas extrañas (latín y griego) que el pueblo no entiende; deduce que es necesario usar la lengua propia para mejorar el entendimiento y para ello el uso de la lengua vulgar en la enseñanza es condición primordial para conocer antes y mejor la gramática griega y latina. Sostiene que las matemáticas se enseñen en lengua vulgar; en el ámbito de las Facultades Mayores afirma que es un grave error enseñar la Medicina en latín o en griego, porque el médico no llega a conocer con perfección la anatomía del cuerpo humano ni la terapia natural y apropiada para cada enfermedad. Sugiere la traducción al castellano de los grandes tratados de los médicos griegos, como Hipócrates o Galeno, así como los de los árabes españoles. De la misma forma sostiene que el derecho debe regirse por leyes escritas en lengua castellana y no en otra lengua. El esfuerzo de Pedro Simón Abril fue seguido por otros autores de la época, quienes dirigieron sus trabajos para que el uso del castellano en las aulas universitarias tuviese lugar preferente en detrimento del latín.
Pedro Simón Abril es recordado sobre todo por su eminente traducción de las obras de Aristóteles, aunque también tradujo seis comedias de Terencio (1577), las Fábulas de Esopo (Zaragoza, 1584) y otras muchas obras de Platón (Cratilo, Gorgias), Eurípides (Medea), Aristófanes (Pluto) y Cicerón. Como traductor afirmaba en su prólogo a la Ética de Aristóteles: «el que vierte ha de transformar en sí el ánimo y sentencia del actor que vierte, y decirla en la lengua en que lo vierte como de suyo, sin que quede rastro de la lengua peregrina en que fue primero escrito». Juan Antonio Pellicer, a fines del siglo XVIII, lo tuvo como el mejor traductor español antiguo. Hizo doce traducciones bilingües.

## Obras

### Impresas
- Artis grammaticae latinae linguae rudimenta (Zaragoza, Pedro Sánchez de Ezpeleta, 1576)
- Los dos libros de la Grammatica latina escritos en lengua castellana (Alcalá, Juan Gracián, 1583; Zaragoza, 1583);
- Latini idiomatis docendi ac discendi methodus (1561; Zaragoza, J. Coci, 1569);
- De lingua latina vel de arte grammatica (1567; Tudela, Tomás Porralis Allobrox, 1573);
- Cicerón, Epistolarum... libri III (Tudela, 1572)
- Gramática griega escrita en lengua castellana (Zaragoza, Lorenzo y Diego Robles, 1586; Madrid, Pedro Madrigal, 1587)
- Cartilla griega con correspondencias de letras latinas para aprender por si el leer y escrivir en griego fácilmente (Zaragoza, Lorenzo y Diego Robles, 1586)
- Apuntamientos de cómo se deben reformar las doctrinas y la manera de enseñarlas (Madrid, Pedro Madrigal, 1589). También en Madrid: Oficina de la viuda de Manuel Fernández, 1769, y en Libros escogidos de Filósofos Madrid: R. A. E., 1953, p. 294-300.
- Primera parte de la Filosofía llamada la Lógica, o parte racional... colegida de la dotrina de los filósofos antiguos y particularmente de Aristoteles (Alcalá, Juan Gracián, 1587)
- Aristóteles, Petri Simonis Aprilei... introductionis ad libros Logicorum (Tudela, Tomás Porralis Allobrox, 1572)
- Instrucción para enseñar a los niños fácilmente el leer y el escrivir, i las cosas que en aquella edad les esta bien aprender (Zaragoza, Viuda de Juan Escarrilla, 1590)

### Manuscritos
- Artis...: Zaragoza, B. Universitaria, H-11-73/1; Madrid, B. Nacional, R/29775.
- Gramática griega..., Zaragoza, 1586: Salamanca, B. Universitaria; Valencia, B. Histórica Universitaria, Z-8/25; Valencia, B. Municipal Serrano Morales, 3/294(2); Madrid, B. Nacional, R/3731 (2), R/7479 (2); Madrid, F. Lázaro Galdiano; Madrid, B. Palacio Real; Madrid, Real Academia, S. Com. 9-B-126 (2); Murcia, Archivo Municipal, Biblioteca Auxiliar, 10-I-26(1). Madrid, 1587: Salamanca, B. Universidad; Castellón, Archivo Histórico Municipal, 2394 (1); Valencia, B. Municipal Serrano Morales, 3/294(1); Madrid, B. Histórica Municipal, Par/710; Madrid, B. Nacional, R/3731(1), R/7479(1); Madrid, B. Palacio Real; Madrid, Real Academia, S. Coms. 9-B-126(1); Murcia, Archivo Municipal, Biblioteca Auxiliar, 10-I-26(2).
- Cartilla griega...: Madrid, B. Nacional, V.E./97-22.
- Los dos..., Alcalá, 1583: Madrid, B. Nacional, R/13404; Madrid, Real Academia, S. Coms. 9-B-130. Zaragoza, 1583: Roncesvalles, Real Colegiata, 12-A-2-16.
- Primera parte de la...: Cádiz, B. Pública; Canarias, B. Privada sin permiso de difusión; Toledo, B. Pública del Estado; Madrid, U. Comillas, XVI-1; Madrid, B. Nacional, R/12253; Madrid, Real Academia de la Historia, 3/2428; Madrid, Real Academia Española, S. Coms. 31-A-74; Murcia, Archivo Municipal, B. Auxiliar, 11-F-20.
- Petri Simonis...: Palma de Mallorca, B. Pública, 10.543; Salamanca, B. Universitaria; Barcelona, B. Universitaria, Área de Reserva; Madrid, B. Nacional, R/29770; Pamplona, B. General de Navarra, FA/2-123.
- De lingua..., Tudela, 1573: Zaragoza, B. Universitaria, H-11-73/2; Palma de Mallorca, B. Pública, 11.679; Burgos, Facultad Teología del Norte de España, Xc 141; Madrid, B. Nacional, R/29771; Madrid, Palacio Real; Madrid, Real Academia Española, R-118, RM-2080.
- Latini..., Zaragoza: J. Coci, 1569: Madrid, B. Nacional, R/370.
- Apuntamientos...: Madrid, B. Nacional, R/12204; Madrid, Palacio Real; Madrid, Real Academia de Ciencias Morales y Políticas, 3727(2).
- Aristóteles, Los ocho...: Huesca, Biblioteca Pública del Estado, B-10-1630; Zaragoza, Archivo-Biblioteca-Hemeroteca Municipal, A-232; Zaragoza, Biblioteca Universitaria, H-3-108; Barcelona, Inst. de Bachillerato Jaime Balmes (Univ. Pompeu Fabra, Bca. General), XVI Ari; Valencia, Biblioteca Histórica Universidad de Valencia, Z-13/243; Madrid, Biblioteca Francisco de Zabálburu, 12-151; Madrid, Biblioteca Nacional, R/11904; Madrid, Real Academia de la Historia, 2/3818; Madrid, Real Academia de Ciencias Morales y Políticas, 3727 (1); Madrid, Real Academia Española, S. Coms. 27-A-56.
- Cicerón, Los 16..., Madrid, 1589: Granada (?), Facultad de Teología de la Compañía de Jesús, A-C 43m-003; Madrid, Biblioteca Nacional, R/15312. Barcelona: Jaime Cendrat, 1600: Mahón, B. Pública, 2235; P. Mallorca, B. Pública, 17933; Segovia, B. Pública, 6653; Valencia, B. de los Padres Escolapios, XVI/173; Cáceres, B. Pública A, Rodríguez Moñino y María Brey, 1/847; Madrid, U. Comillas, 664; Madrid, B. Nacional; Barcelona: Sebastián de Cormellas, 1615: Burgos, B. Pública, 5503; Madrid, B. Nacional, 3/26274; Madrid, F. Lázaro Galdiano, Inv. 1258. Barcelona: Jerónimo Margarit, 1615: Madrid, B. Nacional, R/20305; Madrid, P. Real, IX-3719; Murcia, Biblioteca de la Provincia Franciscana de Cartagena, 1343; Vitoria, Seminario Diocesano-F. Teología, LC-20042.
- Cicerón, Accusationis...: Sta. Cruz de Tenerife, B. Pública, 74-3-6; Toledo, B. Pública, 4-19088; Orihuela, B. Pública Fernando de Loazes, 8323; Valencia, B. Valenciana, XVIII/137; Logroño, B. Pública del Estado, FAN/665; Madrid, B. Nacional, U/10791; Madrid, Real Academia de la Historia, 3/842; Madrid, Seminario Conciliar, 3/1-7-32; Murcia, Archivo Municipal, B. Auxiliar, 2-C-42; Azpeitia, Santuario de Loyola, 0088,1-11.
- Esopo, Zaragoza, 1575: Palma de Mallorca, Biblioteca Pública del Estado, 18311; Comunidad Valencia, Biblioteca privada sin permiso de difusión; Zaragoza, 1647: Madrid, B. Nacional R/7784.
- Terencio, Zaragoza 1577: Barcelona, B. Pública Seminario Conciliar, 87 Ter; Barcelona, Inst. Bachillerato jaime Balmes, XVI Ter; Madrid, Real Academia Española, A. Com.7-A-216; Madrid, Real Academia de la Historia, 2/3442; Zaragoza, B. Municipal, A-595; Córdoba, Biblioteca Pública del Estado; Palma de Mallorca, Biblioteca Pública del Estado, Mont. 8735; Madrid, Biblioteca Nacional, R/16369; Madrid, Fundación Lázaro Galdiano; Madrid, Seminario Conciliar, 3/15-6-20. Alcalá 1583: Zaragoza, B. Universitaria; Oviedo, B. Universitaria; Palma de Mallorca, B. Pública, 11868; Valencia, B. Histórica Universidad, Z-11/39, T/239; Guadalupe, B. Real Monasterio, B. 2402; Alcalá de Henares, B. Pública Cardenal Cisneros, DEP4732; Madrid, Biblioteca Nacional, R/1141; Madrid, F. Lázaro Galdiano. Barcelona 1599: Salamanca, B. Universitaria; Valencia, B. Histórica Universitaria, Z-2/220; Valencia, B. de los Padres Escolapios, XVI/174; Valencia, B. Valenciana, XVI/372; Guadalupe, B. Real Monasterio, s. XVI 213; Madrid, Biblioteca Nacional, U/1584; Burgo de Osma, Seminario Diocesano o Conciliar Sto. Domingo de Guzmán, J-1708; Madrid, Real Academia Española, 12-X-26. Valencia, 1599: Madrid, B. Senado.
- Cebes: (Dentro de "Obras de los moralistas griegos", Madrid, 1888): Alcalá de Henares, B. Pública Cardenal Cisneros, DEP1119; Madrid, M. Asuntos Exteriores, 797; Madrid, Senado, 22703.
- Instrucción...: Madrid, B. Nacional, V. E./52-106
- Aphorismi de vitiis orationis

### Traducciones
- Aristóteles, edición y traducción, Los ocho libros de República del filósofo Aristoteles (Zaragoza, Lorenzo y Diego Robles, 1584);
- Aristóteles, edición y traducción, Los diez libros de las Éticas o Morales de Aristóteles (s.l., s.f.)
- Aristóteles, Introductio ad logicam (Toledo, 1572).
- Esopo, edición y traducción, Aesopi Fabulae (Zaragoza, Miguel Huesa, 1575 y Diego Dormer, 1647).
- Platón, Crátilo, Gorgias.
- Eurípides, `Medea (Barcelona, 1559)
- Aristófanes, Pluto.
- Aftonio, Progymnasmata Rhetorica (Zaragoza, s.a.).
- Demóstenes.
- Esquilo.
- Terencio, Las seis comedias de Terencio, con la Vida de Terencio de Elio Donato, las Periocas de Sulpicio Apolinar y un tratado atribuido a Cornuto o a Aspero (Zaragoza, Juan Soler, 1577; Alcalá, Juan Gracián,1583; Barcelona, Jaime Cendrat, 1599; Valencia, Jaime Cendrat, 1599). Una edición ulterior muy famosa fue la Gregorio Mayáns y Siscar, Valencia, 1762, en dos vols., con introducción preliminar del famoso ilustrado.
- Cicerón, Los 16 libros de las epístolas